# مطموط متوج أزرق
مطموط متوج أزرق (الاسم العلمي: Momotus momota) (بالإنجليزية: Blue-crowned Motmot)‏ هو نوع من الطيور يتبع جنس المطموط من الفصيلة المطموطية.